# Кризис престолонаследия в Португалии (1580)
Кризис престолонаследия в Португалии (порт. Crise de sucessão portuguesa de 1580) — исторический период королевства Португалия, когда после гибели не оставившего наследников короля Себастьяна I и его преемника Генриха I в начале 1580 г. страна осталась без правящей Ависской династии. Португальские кортесы должны выбрать нового правителя, но перед выборами один из кандидатов король Испании Филипп II организовал вторжение в страну. Инфант Антуан провозгласил себя королем, но его войска потерпели поражение, а год спустя Филипп был признан королем Португалии. период продлился до 1640 г., когда началась война за независимость.

## Смерть Себастьяна
В 1578 г. 24-летний король Португалии Себастьян I погибает во время битвы трех королей, не оставив наследника. На престол вступает ранее бывший регентом его двоюродной дед Энрике, попытавшийся отказаться от своего религиозного сана для возможности вступить в брак и сохранить Ависскую династию, но поддерживавший Габсбургов папа Григорий XIII отказал ему. Через два года смерть Энрике вызовет династический кризис.

### Регентский совет
11 января 1580 года были созваны Кортесы Альмейрима для определения правопреемства португальской короны. Они были прерваны смертью Генриха I 31 января следующего года, после чего был назначен регентский совет, сформированный из пяти губернаторов, который должен сформировать временное правительство, ответственное за управление страной. Этими пятью губернаторами являются :
- Хорхе де Алмейда — архиепископ Лиссабона, глава регентского совета;
- Дон Жуан теле — верховный судья;
- Фанциско де Са Менесес;
- Жуан де Маскаренхас;
- Диого Лопес де Соуза,

За исключением верховного судьи остальные были сторонниками восшествия на португальский престол короля Испании из дома Габсбургов Филиппа II, отчасти в результате агитации дипломатов Кристована де Моуры и Педро Теллеса-Жирона-и-де-ла-Куэвы.

## Претенденты

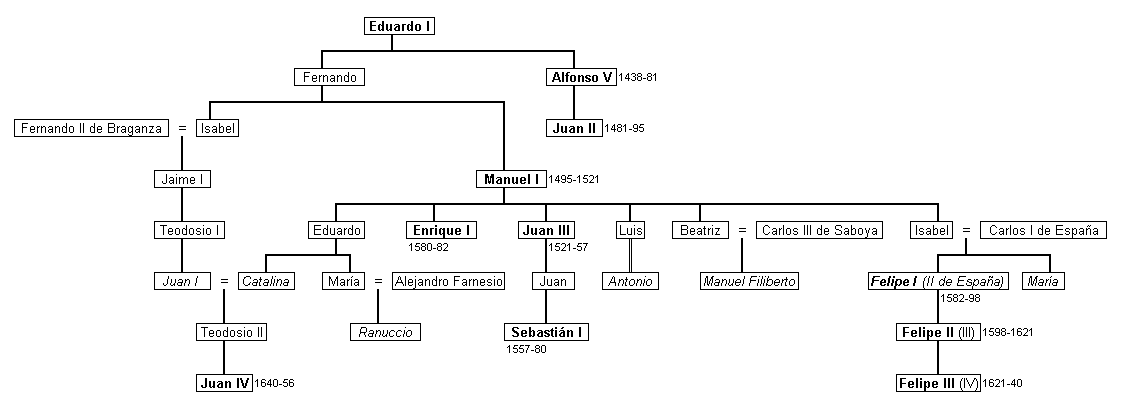
Генеалогическое древо Авизского дома в XVI в.

В то время за португальский престол боролись несколько кандидатов. Согласно порядку наследования, где незаконнорожденные лишались права наследования, а линия мужского происхождения преобладала над женской, кандидатов можно расположить в следующем порядке предпочтения:
- Рануччо I Фарнезе, (сын старшей дочери герцога Гимарайнш Дуарте, правнук короля Мануэля I),
- инфанта Екатерина, жена герцога Браганса Жуана I (вторая дочь герцога Гимарайнш Дуарте, младшая сестра Марии), замужем за герцогом Иоанном I Брагансским,
- король Испании Филипп II и его потомки (как сын старшей дочери Мануэля I Изабеллы),
- императрица Священной Римской империи Мария (сестра Филиппа II),
- герцог Савойи Эммануил Филиберт и его сын Карл Эммануил I (сын младшей дочери Мануэля I Беатрисы Португальской),
- герцог Браганса Жуан I (как муж инфанты Екатерины),
- инфант и приор мальтийских рыцарей в Португалии Антонио из Крату (незаконнорождённый сын герцога Бежа Луиша, внук Мануэля I)[1].

Рануччо I был ближайшим наследником; однако его отец — испанский полководец Александр Фарнезе не стал сильно защищать его права на престол, возможно, чтобы не портить отношения с Филиппом II.
Герцогиня Екатерина Брагансская была замужем за Жуаном I Брагансским, внуком Хайме Брагансского, который также был законным наследником Мануэля I и чья мать была дочерью герцога Визеу Фернанду, второго сына короля Дуарте I. У герцогини был сын Теодозиу II де Браганса, который должен был стать её наследником и преемником престола. Требование герцогини было относительно сильным, поскольку оно было подкреплено положением её мужа. Кроме того, герцогиня жила в Португалии, а не за границей, и она достигла совершеннолетия. Её слабым местом был женский пол.
Филипп II был потомком Мануэля I по женской линии; его статус иностранца (даже несмотря на то, что его мать была португалькой) ставил его кандидатуру в невыгодное положение, но его возраст и мужской пол ставили в более выгодное положение, чем у двух предыдущих кандидатов. Родриго Васкес де Арсе и Луис де Молина были отправлены в Португалию в качестве послов Филиппа II с миссией защитить его кандидатуру на престол..
Нежелание Португалии поддержать кандидатуру Филиппа II убедило его оккупировать страну, экспедиция в которую готовилась в Мадриде уже в середине февраля 1580 г.. В июне 35-тыс. испанская армия под командованием герцога Альбы Фернандо Альварес де Толедо из Бадахосп вошла в Португалию через Эльвас, в Кадисе был собран флот из 64 галер, 21 корабля и 9 фрегатов, а также 63 баркасов под руководством Альваро де Басана.

## Завоевание Испанией
24 июля 1580 года, предвосхищая решение регентского совета, Антуан провозгласил себя королем Португалии в Сантареме, получив признание в нескольких населенных пунктах страны; его правление длилось 30 дней, пока он не был разбит в битве при Алькантаре герцогом Альба. После того, как испанцы захватили Лиссабон, а затем Порту, Антуан попытался управлять страной с острова Терсейра на Азорских островах, где разместил правительство в изгнании до 1583 года. Его васть признавали лишь жители Азорских островов, в то время как на материке и на Мадейре правил Филипп II.
После поражения в битве при Азорских островах в 1583 году Антуан отправился в изгнание во Францию, в 1589 г. была предпринята попытка вторжения под командованием Фрэнсиса Дрейка. Антонио продолжал борьбу за свои права на престол до самой своей смерти.
25 марта 1581 года Филипп II после подавления сопротивления был провозглашен королем Португалии как Филипп I и официально признан кортесами Томара при условии, что португальские территории и их колонии сохранят свои собственные кортесы, права и привилегии, не будучи присоединенными к испанской короне в качестве её провинции.

## Последствия

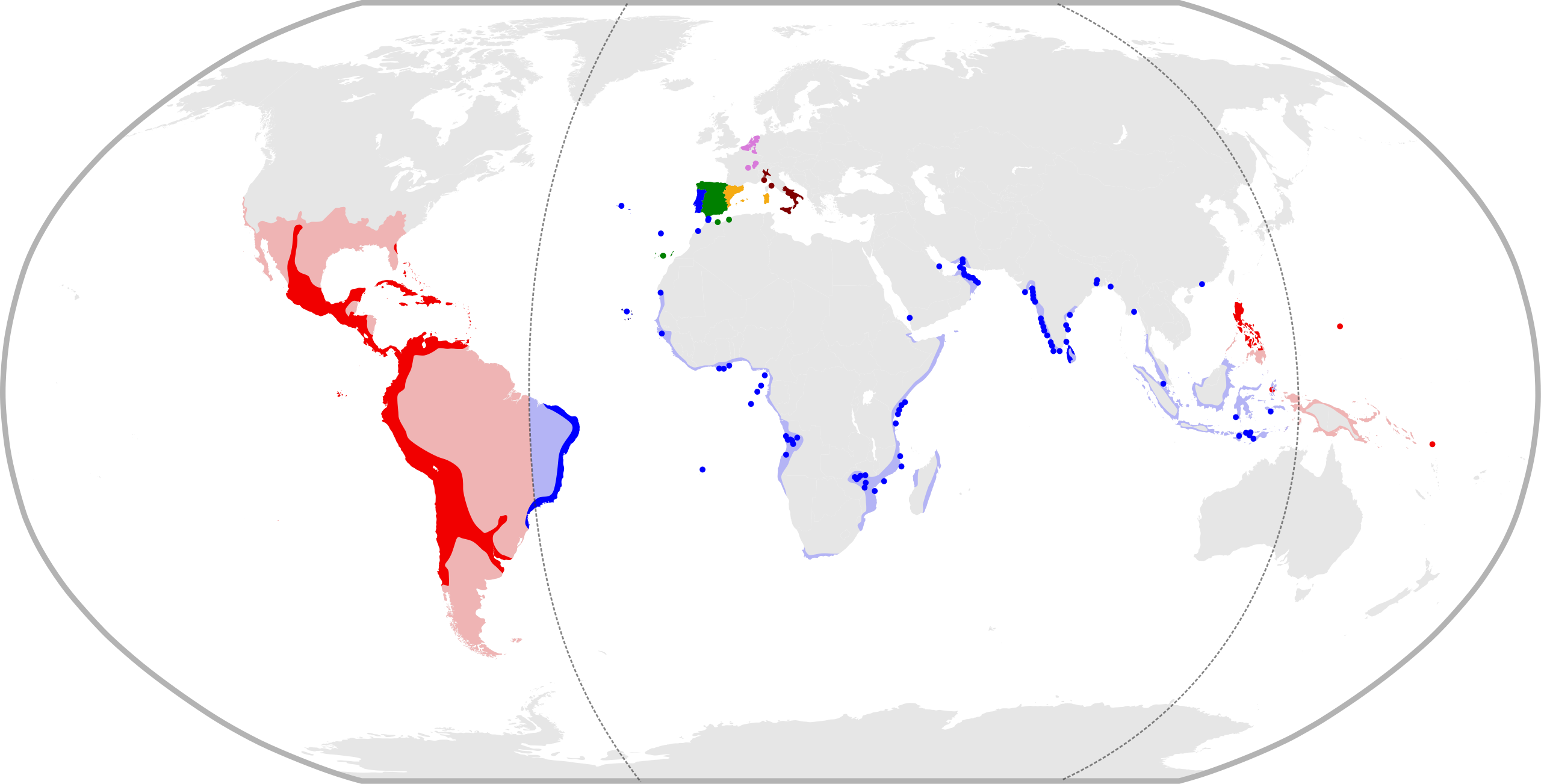
Владения Филиппа II в 1598 г.

Династическая уния Португалии и Испании создала государство большой протяженности по всему миру.
Однако Португалия постепенно беднела. Несмотря на статус автономии, её ресурсы использовались испанскими Габсбургами, а её колонии подверглись нападению со стороны воевавших с Испанией Голландии и Англии (Голландско-португальская война, Нидерландская революция, Англо-испанская война 1585—1604 гг.).
Шестьдесят лет спустя внук инфанты Екатерины герцог Браганса Жуан принял предложенный ему португальской знатью трон и взошёл на престол в рамках войны за независимость, начатой 1 декабря 1640 г.. Так было заложено начало правления династии Браганса.
На протяжении правления в Португалии испанских Габсбургов существовало большое количество самозванцев, выдававших себя за Себастьяна I, наиболее заметными из которых были появившиеся в 1584, 1585, 1595 и 1598 гг. Легенда о том, что молодой король вернется в Португалию в один туманный день (Себастианизм), сохранилась до наших дней.